# Herrnhut
Herrnhut este un oraș din landul Saxonia, Germania.

## Istorie
Herrnhut (Adăpostul Domnului) a fost fondat în 1722, pe moșiile sale, de către Nicolaus Zinzendorf.
1. ↑  Alle politisch selbständigen Gemeinden mit ausgewählten Merkmalen am 31.12.2018 (4. Quartal) (în germană), Statistisches Bundesamt[*], arhivat din original la 10 martie 2019, accesat în 10 martie 2019